# Vizureni, Vaslui
Vizureni este un sat în comuna Tutova din județul Vaslui, Moldova, România. Se află în partea de sud-vest a județului,  în Colinele Tutovei. La recensământul din 2002 avea o populație de 212 locuitori.